# Плонка-Косьцельна
Плонка-Косьцельна (пол. Płonka Kościelna) — село в Польщі, у гміні Лапи Білостоцького повіту Підляського воєводства.
Населення — 445 осіб (2011).

## Демографія
Демографічна структура станом на 31 березня 2011 року:
|          | Загалом | Допрацездатний вік | Працездатний вік | Постпрацездатний вік |
| -------- | ------- | ------------------ | ---------------- | -------------------- |
| Чоловіки | 226     | 57                 | 139              | 30                   |
| Жінки    | 219     | 51                 | 114              | 54                   |
| Разом    | 445     | 108                | 253              | 84                   |